# Кацизне, Алтер
А́лтер Каци́зне (идиш אַלטער קאַציזנע‎, пол. Alter Sholem Kacyzne — Алтер Шолем Кацизне, при рождении Шолом Шмуэл-Гиршевич Кацизне; 31 мая 1885, Вильна, Российская империя — 7 июля 1941, Тарнополь, оккупированная территория Польши) — еврейский прозаик, поэт, драматург, переводчик, публицист, журналист и фотохудожник. Писал на идише.

## Биография
Алтер (Шолем) Кацизне родился 31 мая (по старому стилю) 1885 года в Вильно в бедной рабочей семье. Отец — Шмуэл-Гирш Абрамович Кацизне (1854—1899), каменщик, мать — Геня Ициковна Кацизне, швея. Образование получил в хедере и начальной русско-еврейской школе. Дома говорили на идише. Алтер много читал, самостоятельно освоил иврит, русский, польский, немецкий и французский языки.
Отец умер 5 марта 1899 года, четырнадцатилетний Кацизне переехал к дяде в Екатеринослав. Был учеником в дядиной фотостудии, освоил профессию фотографа. Занимался самообразованием, начал писать рассказы на русском языке. Вскоре под воздействием произведений И.-Л. Переца перешёл на идиш, в 1910 году переселился в Варшаву, чтобы быть ближе к учителю. Входил в окружение Переца, учился у него литературному мастерству. В 1915 году, после смерти Переца, стал председателем еврейского ПЕН-клуба.
В Варшаве Кацизне открыл фотостудию. Много путешествовал, в 1920-х годах в качестве фотокорреспондента нью-йоркской газеты «Форвард» объездил Польшу, посетил Италию, Испанию, Эрец-Исраэль, страны Северной Африки. В 1927—1928 годах фотографии Кацизне, сопровождаемые его путевыми очерками, публиковались в варшавском журнале «Наш экспресс» (пол. Unzer Express).
Работу фотографа сочетал с литературным трудом. Выступал как критик и публицист, публиковал статьи на литературные и общественные темы в варшавских и виленских изданиях. Был соредактором ряда журналов. В начале 1920-х годов основал литературную серию «Ковчег» (Di Teyve, 1920, совместно с Давидом Эйнхорном), недолго существовавшие журналы «Колокола» (Glokn, 1921) и «Звенья» (Ringen, 1921—1922, совместно с Михалом Вейхертом). В 1924 году стал сооснователем журнала «Литературные страницы» (Literarishe Bleter, 1924—1939; совместно с Исроэл-Иешуа Зингером, Перецем Маркишем, Мелехом Равичем и Нахманом Майзилем). В 1930-х годах участвовал в газетах коммунистической направленности («Литературная трибуна» (Literarishe Tribune; 1930—1933), «Трибуна» (Tribune; 1934), «Товарищ» (Der Fraynd, идиш  דער פֿרייַנד‎; 1934—1935), «Литература» (Literatur; 1935). В 1937—1938 годах выпускал двухнедельный журнал «Мой говорящий фильм» (Mayn redndiker film), содержание которого составляли критические статьи, переводы и фельетоны.
В 1939 году, после оккупации нацистами Польши бежал с семьёй во Львов. Заведовал литературной частью Львовского государственного еврейского театра им. Шолом-Алейхема, работал на радио. C вторжением фашистов в СССР бежал в Тарнополь.
Убит (заколот вилами) украинскими коллаборационистами во время еврейского погрома 7 июля 1941 года.

## Творчество

### Литературная работа
Первые рассказы Кацизне, написанные на русском языке, были опубликованы драматургом С. А. Ан-ским в петербургском журнале «Еврейский мир» в 1909—1910 годах. Переехав в 1910 году в Варшаву, Кацизне учился литературному мастерству у И.-Л. Переца, при жизни своего учителя ничего не публиковал. Первой публикацией Кацизне на идише стали воспоминания о Переце, вышедшие в виленском журнале «Еврейский мир» (Ди идише велт. 1915. № 4—5).
Первая драматическая поэма Кацизне «Дух-властелин» («Дер гайст дер мелех», отмеченная «отточенностью формы, склонностью к мистике», «аллегорической символикой», была издана в Варшаве в 1919 году (фрагменты публиковались в сборнике «Эйгнс» (Киев, 1918)). По оценке еврейского критика Бал-Махшовеса (Исидора Эльяшова):

Не только лейтмотивы в ней исключительно оригинальны, но и вся она мастерски выполнена, и автор достиг такой красоты, что в прочитанном легко угадывается: Кацизне — настоящий поэт.
Оригинальный текст (англ.)Not only are the motifs exceptionally original but also masterfully executed — achieving such beauty that it establishes him immediately as a poet in his own right.
За ней последовали драматическая поэма «Прометей» («Прометеус», 1920), сборник новелл и сказок «Арабески» («Арабескн», 1922).
В начале 1920-х годов Кацизне занимался переводами на идиш, в Варшаве изданы его переводы поэмы А. Блока «Двенадцать» (1920) и пьесы А. Луначарского «Королевский брадобрей» (1921).
После смерти Семёна Ан-ского по сохранившимся планам и наброскам завершил его пьесу «День и ночь» («Тог ун нахт», 1920—1921). Драмы Кацизне «Граф» («Дукус»; идиш דוכּוס‎, 1925 — о гер-цедеке Валентине Потоцком) и «Ирод» («Хордес», 1926) ставились в Польше, Румынии, Аргентине. Спектакли пользовались успехом.
В 1929—1930 годах в Вильно вышел посвящённый жизни евреев в Польше реалистический роман Кацизне «Сильные и слабые» («Штарке ун швахе»; идиш שטאַרקע און שװאַכע‎, в 2-х книгах); в 1936-м в Варшаве — сборник «Баллады и гротески» («Баладн ун гротескн»; идиш באַלאַדן און גראָטעסקן‎), в который вошли стихи Кацизне и его поэтические обработки народных преданий.
Писать меня учил Перец, работа велась очень методично. Каким был метод? Я писал, он зачёркивал. И так продолжалось больше двух лет, неделя за неделей.
В середине 1930-х Кацизне написаны пьесы «Еврейская опера» (идиш דעם ייִדנס אָפּערע‎) при жизни не публиковалась), «Эстер» (идиш אסתּר‎).
Последней и самой известной стала его пьеса «Шварцбард» (идиш שװאַרצבאַרד‎, 1937), посвящённая судебному процессу над Шолемом Шварцбардом, в 1926 году застрелившим в Париже Симона Петлюру за еврейские погромы 1919 года. Премьера спектакля состоялась в Лодзи, главную роль в исполнял Александр Гранах. После нескольких представлений постановка была запрещена польской цензурой. Получившая широкую известность пьеса под изменённым названием ставилась в театрах Ковно, Риги, Сан-Пауло и Йоханнесбурга, позднее, в 1940-м — в Лос-Анджелесе (в английском переводе, в главной роли Джозеф Шильдкраут).
В 1937 году Кацизне написал сценарий для фильма «Дибук» по одноимённой пьесе Семёна Ан-ского, переведённой им с русского на идиш («דער דיבוק», совместно с Марком Арнштейном). «Дибук» вышел на экраны в сентябре 1937 года и стал одним из первых звуковых фильмов в Польше.
В начале XX века литературное творчество Кацизне вызывало полярные реакции критики — от восхищения его произведениями до полного их неприятия. Исследователи отмечают, что «даже наиболее непримиримые его критики соглашаются, что пьесы Кацизне обогатили современный еврейский театральный репертуар».

### Фотоискусство
Приехав в Варшаву в 1910 году, Кацизне открыл собственную фотостудию, первоначально она располагалась на улице Длуга, 26, впоследствии адрес несколько раз изменялся. Кацизне делал фотопортреты, съёмки памятных событий (свадьбы, бар-мицва, конфирмации) и вскоре стал известным в городе фотографом.
Поворотным пунктом в профессиональной карьере фотографа стал 1921 год, когда по заказу ХИАС Кацизне сделал серию снимков, посвящённых жизни евреев в польских городах и местечках, в том числе на восточных землях, входивших в территорию Польши, — Галиции и Волыни (объехал свыше 120 населённых пунктов).
Кацизне был приглашён фотокорреспондентом в нью-йоркскую газету «Форвертс». В 1925 году был командирован в Палестину, затем в качестве фотожурналиста «Форвертс» посетил Румынию, Италию, Испанию и Марокко.
Кацизне стал прототипом одного из действующих лиц романа Ицика Мангера «Книга Рая» (1939) — «райского фотографа» Зейдла, «ангела с длинными волосами и очками на носу». Согласно комментариям к роману, «сходство ангела-фотографа с прототипом подчёркнуто описанием внешности (Кацизне носил очки и длинные волосы) и сходством имен (Алтер — старик, Зейдл — дедушка)».
По оценке исследователей YIVO, в фотоработах Кацизне представлен «выверенный баланс дистанции антрополога и любви художника». После Холокоста снимки обрели не только художественную, но и историческую ценность документального свидетельства довоенной жизни польских евреев.

…С творчеством Кацизне знакомы миллионы людей… ведь в любом альбоме, посвященном еврейству довоенной Европы, на десятках страниц мелким шрифтом разбросано Alter Kacyzne. …Благодаря этому разностороннему человеку, среди прочего — талантливому фотографу — мы приоткрываем сегодня окно в исчезнувший мир. Мир, буквально стёртый с лица земли через несколько лет после того, как он и его обитатели попали в объектив Кацизне. <…> …Эти фотосвидетельства — едва ли не всё, что осталось от многих еврейских общин после Холокоста.
- Чтение Мишны. Пинск. 1924
- В хедере. Намёк. Люблин. 1924
- Вольф Нахович, могильщик, учит внука читать, бабушка наблюдает. Бяла-Подляска. 1926

## Наследие
Бо́льшая часть варшавского архива Кацизне утрачена в годы Холокоста. Сохранилось около 700 снимков, отправленных Кацизне в Нью-Йорк. Уцелевшая часть фотографий хранится в архиве Исследовательского института идиша (Нью-Йорк) и Библиотеке Медем (Париж).
Снимки Кацизне воспроизводятся в книгах, посвящённых еврейской жизни в довоенной Европе, на открытках, обложках компакт-дисков. Значительная часть его фоторабот воспроизведена в посмертно изданном фотоальбоме «Польша». Издание было удостоено национальной премии National Jewish book award как лучшая еврейская книга (1999).
Посмертно изданы «Избранные произведения» (Геклибене шрифтн, 1951), «Сильные и слабые» (Штарке ун швахе, 1954), Собрание сочинений в 4 томах (Гезамлте шрифтн, 1967—1972) и «Шварцбард» (1980).

## Семья
- Жена — Хана Кацизне (урождённая Хачанова), погибла во время Второй мировой войны в концентрационном лагере Белжец[19].
  - Дочь — Шуламис (Суламита) Кацизне-Реале (англ. Shulamis Kacyzne-Reale, 1925—1999) пережила годы Холокоста в Польше, скрывая еврейство. Участвовала в подготовке к печати посмертных изданий произведений отца[12][21]. Была замужем за итальянским политиком и дипломатом Эудженио Реале (1905—1986).